# Kounotori 3
Kounotori 3 (яп. こうのとり3号機, «Аист 3»), также известный как HTV-3 — третий японский беспилотный грузовой космический корабль H-II Transfer Vehicle, запущенный 21 июля 2012 года на ракете-носителе H-IIB с космодрома Танегасима для пополнения запасов на Международной космической станции. Kounotori 3 прибыл на станцию 27 июля 2012 года, и бортинженер экспедиции МКС-32 астронавт JAXA Акихико Хосидэ пристыковал корабль к надирному узлу модуля «Гармония» с помощью дистанционного манипулятора «Канадарм2». Kounotori 3 доставил на станцию 3500 кг различных грузов в герметичном отсеке, в числе которых продукты питания и личные вещи экипажа, оборудование для замены вышедших из строя блоков и для научных экспериментов, и два экспериментальных устройства на негерметичной платформе. После разгрузки корабль был загружен отходами, отстыкован от станции 12 сентября и сведён с орбиты 14 сентября 2012 года.

## Запуск и стыковка
Запуск космического корабля состоялся 21 июля 2012 года, в 02:18 UTC ракетой-носителем H-IIB, стартовавшей со второй площадки LC-Y2 стартового комплекса Ёсинобу в Космическом центре Танегасима. Спустя 14 минут и 53 секунды корабль был выведен на орбиту.
27 июля космический корабль сблизился с МКС и в 12:23 UTC был захвачен манипулятором «Канадарм2». Стыковка с модулем «Гармония» состоялась в 17:31 UTC.

Процесс стыковки HTV 3 к МКС
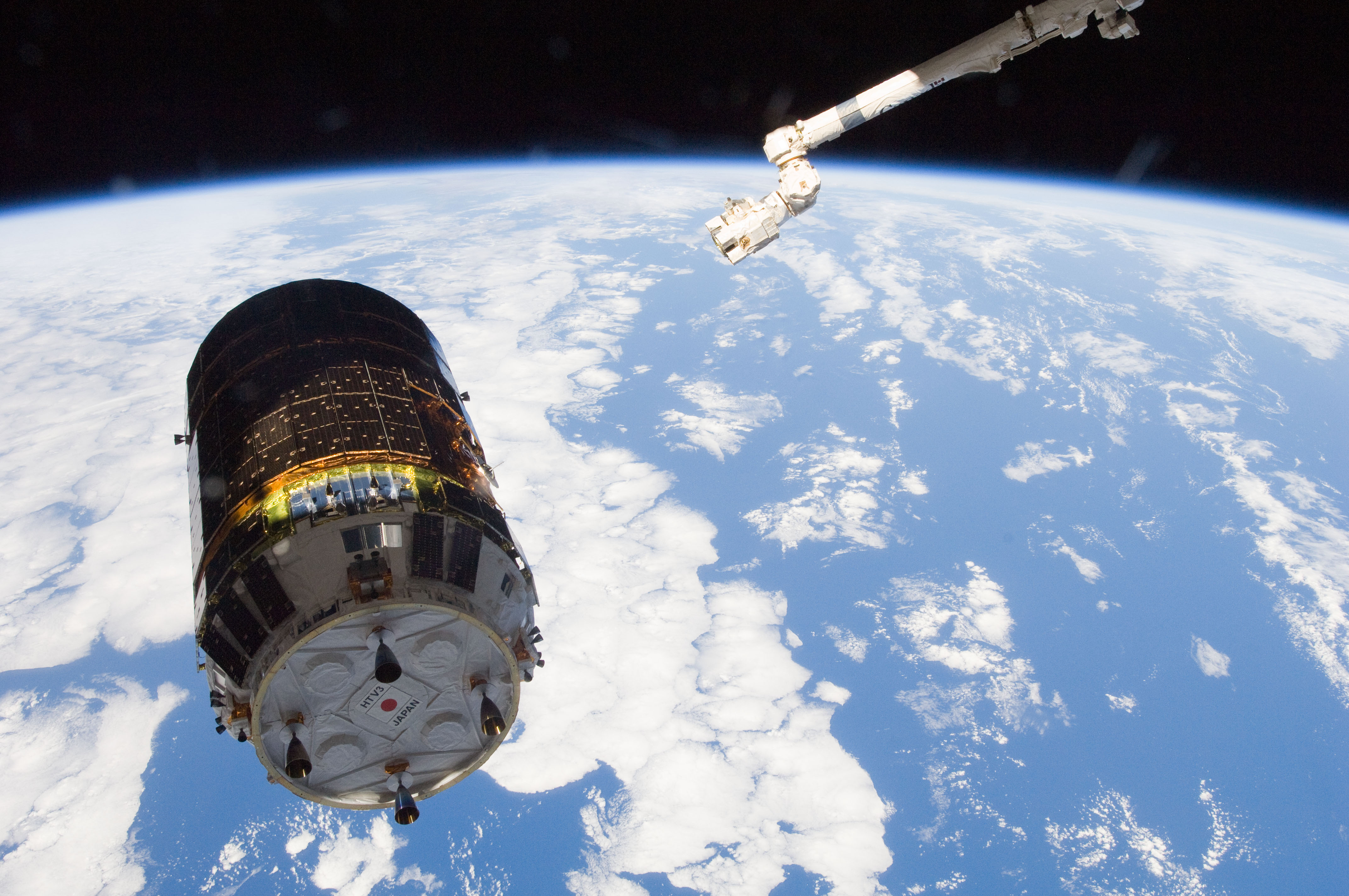
«Канадарм2» движется к HTV-3 для захвата
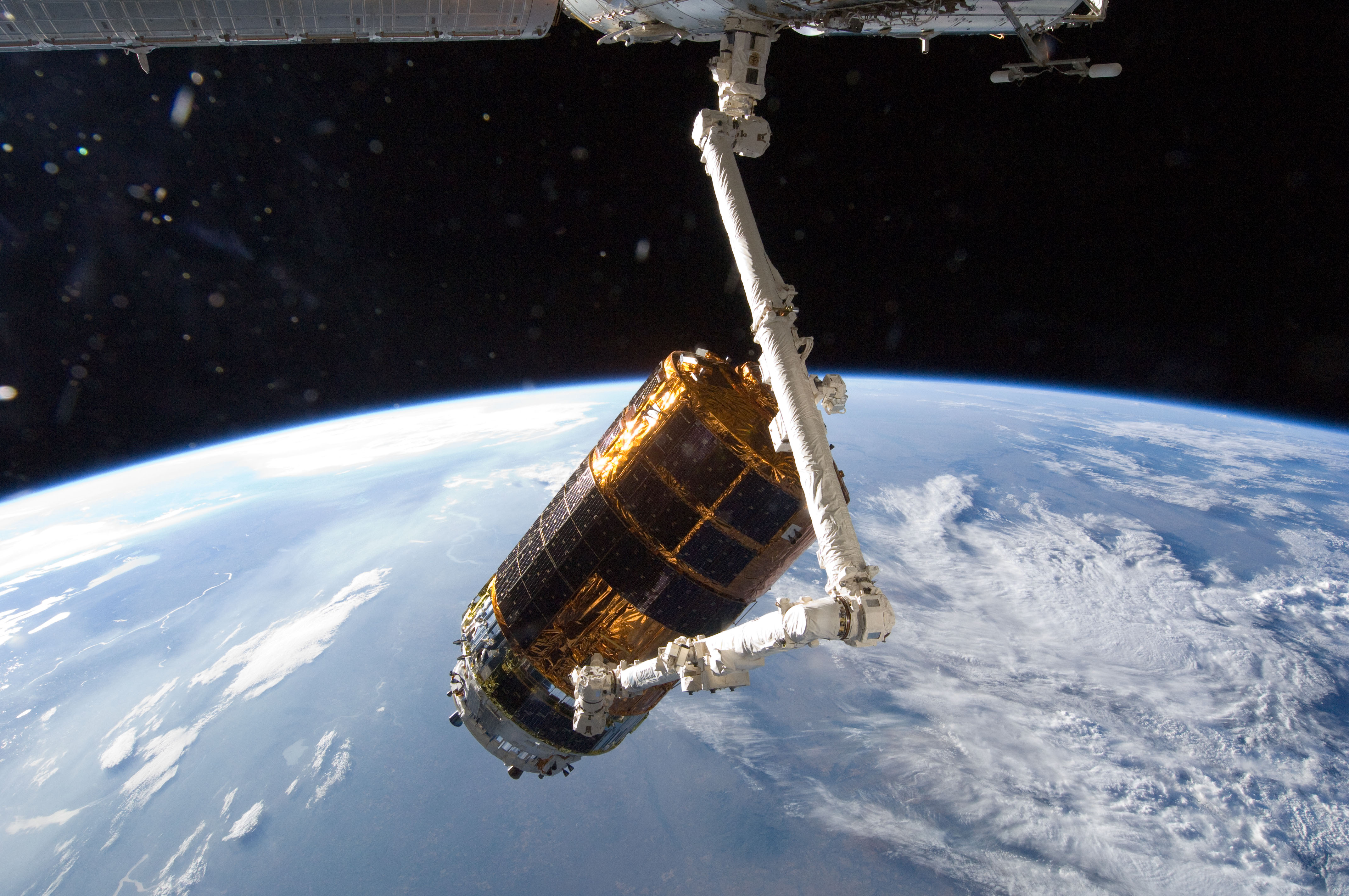
HTV-3 постепенно перемещается к месту стыковки на МКС.
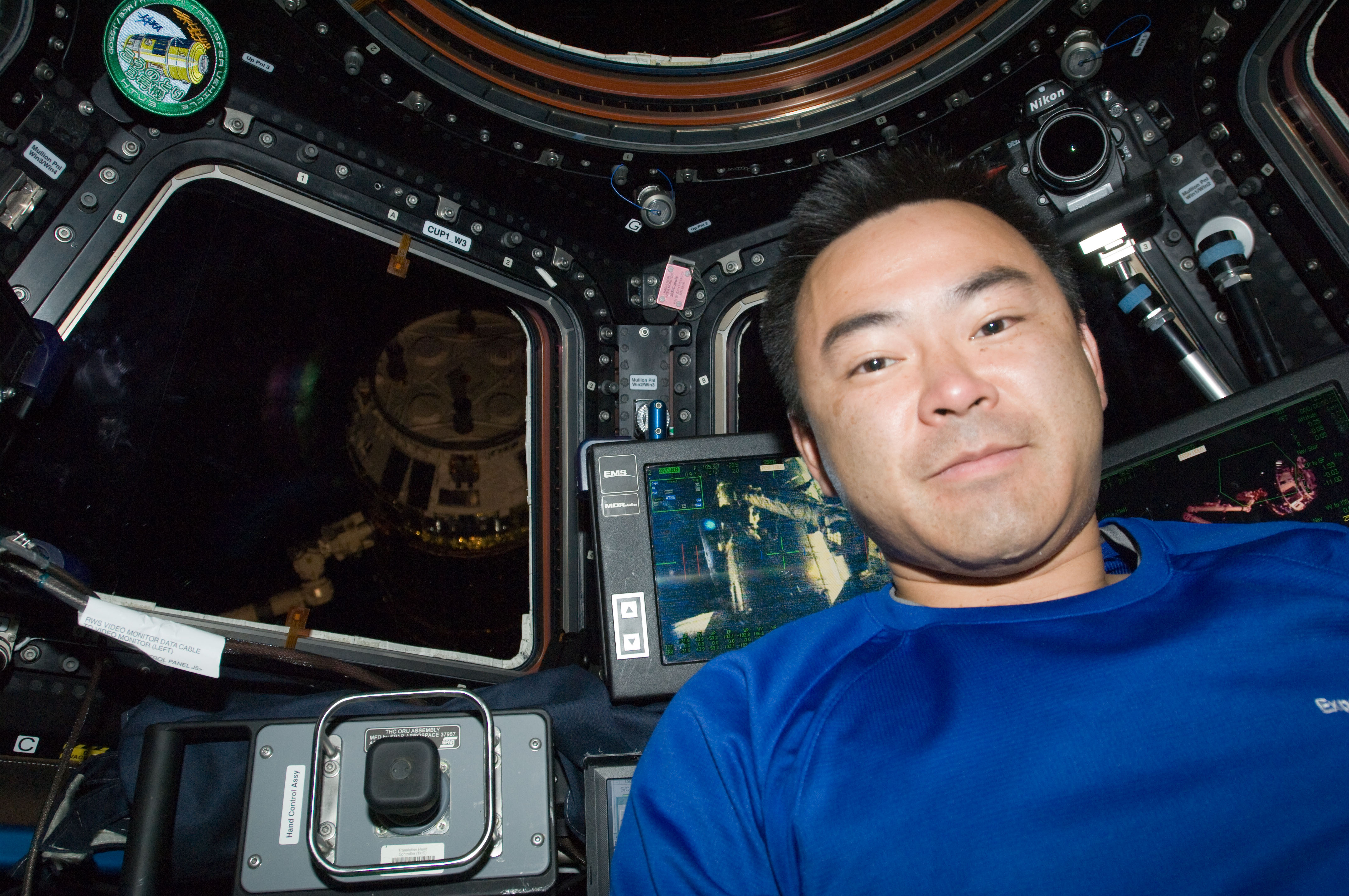
Астронавт JAXA Акихико Хосидэ в модуле «Купол» во время стыковки HTV 3
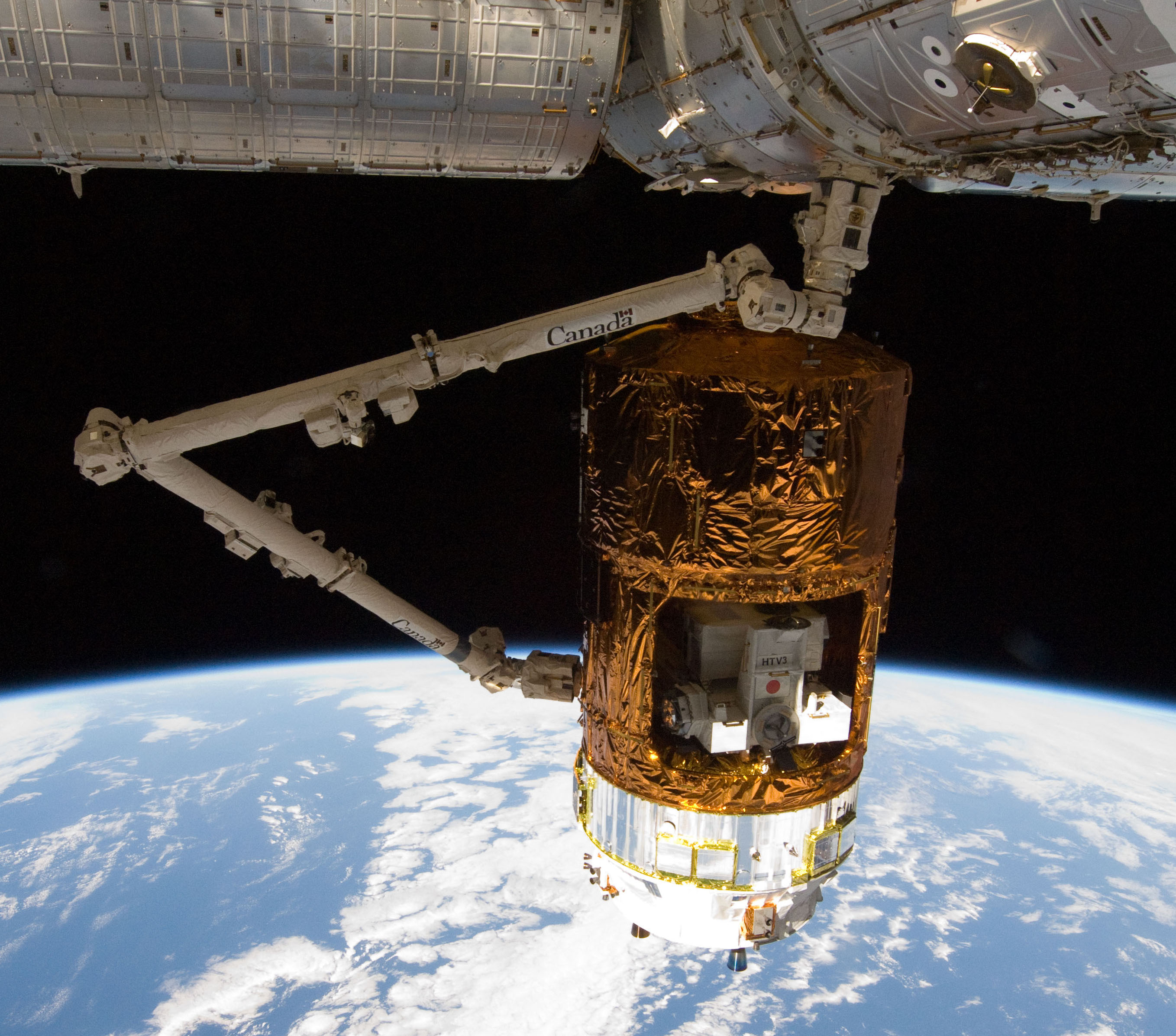
HTV 3 подводится к надирному узлу модуля «Гармония»
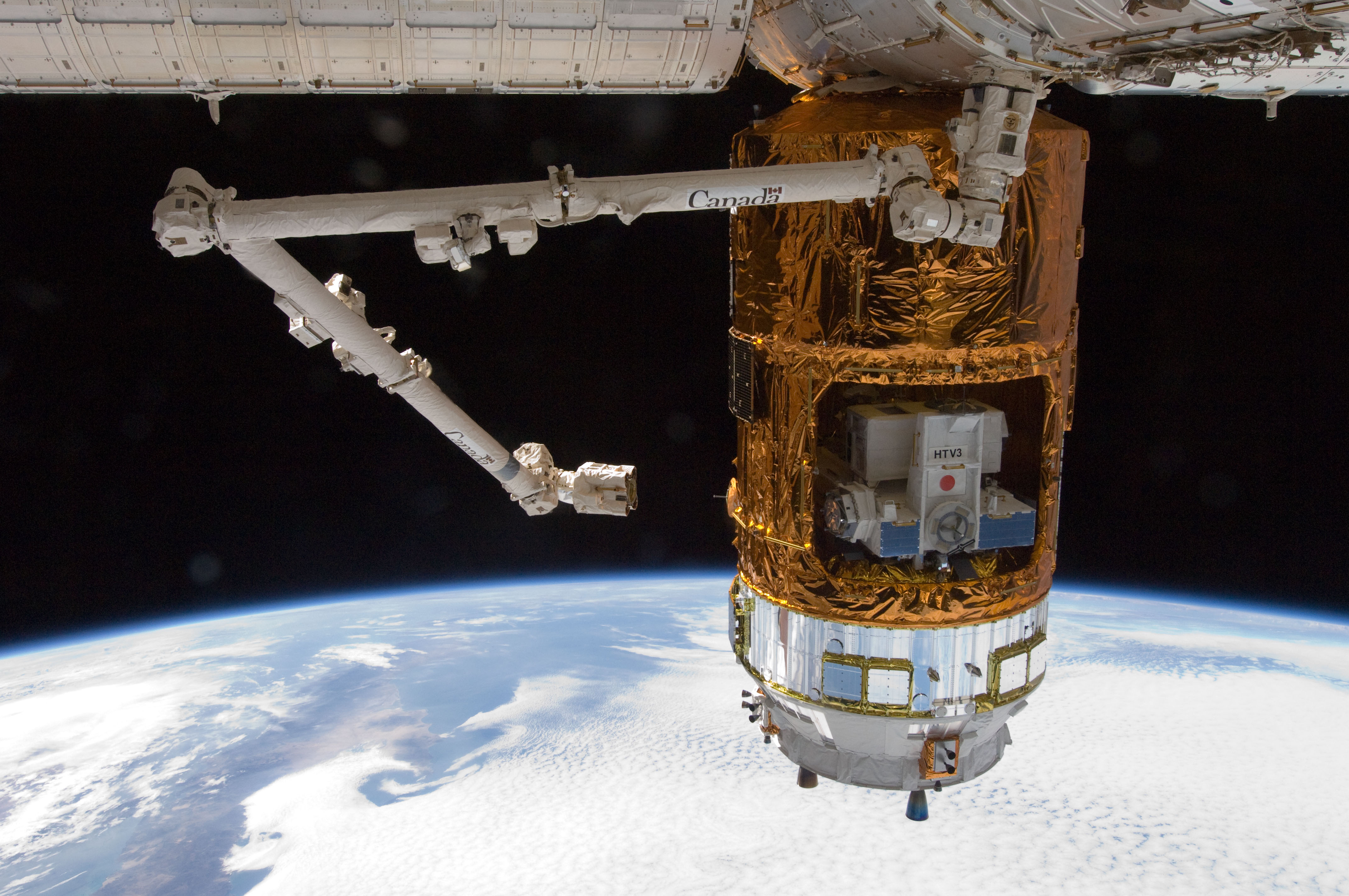
HTV 3 пристыкован, манипулятор отсоединён

## Космический корабль
Основные отличия Kounotori 3 от предыдущих кораблей Kounotori:
- замена двигателей на двигатели местного производства (IHI Aerospace): орбитального маневрирования HBT-5 (класс тяги 500 Н) и ориентации HBT-1 (класс тяги 120 Н);
- замена устройств связи;
- первое использование многоцелевого открытого поддона (англ. EP-MP -  Multi-Purpose Type Exposed Pallet);
- упрощение удерживающего механизма открытого поддона;
- увеличенная грузовместимость (до 80 стандартных сумок вместо 30) и возможность более поздней загрузки.

## Груз
Масса груза составляет приблизительно 3500 кг в герметичном отсеке и 1100 кг в негерметичном отсеке.

### Герметичный отсек
Kounotori 3 имеет восемь стеллажей снабжения HTV (англ. HRR - HTV Resupply Racks), перевозящих различное оборудования и припасы, большая часть которых находится в грузовых сумках (англ. CTB - Cargo Transfer Bag). Груз состоит из оборудования для станции (61 %), научного оборудования (20 %), продуктов питания (15 %) и личных вещей экипажа (4 %). Также он включает в себя высокотехнологичный аквариум Aquatic Habitat (AQH), японский пусковой механизм наноспутников JEM Small-Satellite Orbital Deployer (J-SSOD), пять кубсатов (WE WISH, RAIKO, FITSAT-1, F-1, TechEdSat), регистраторы данных i-Ball и REBR, систему исследования и визуализации окружающей среды ISS SERVIR (ISERV). Кроме того, на стеллажи снабжения загружены каталитический реактор системы регенерации воды (англ. WPA - Water Pump Assembly) для замены блока, вышедшего из строя в марте 2012 года, и насос циркуляции охлаждающей жидкости (воды) для замены старого блока в японском экспериментальном модуле «Кибо», который также сломался в конце марта 2012 года.
Два эксперимента, первоначально разработанные победителями международного конкурса YouTube Space Lab, должны были изучить, как Bacillus subtilis и паук-скакун реагируют на микрогравитацию.

#### Aquatic Habitat (AQH)

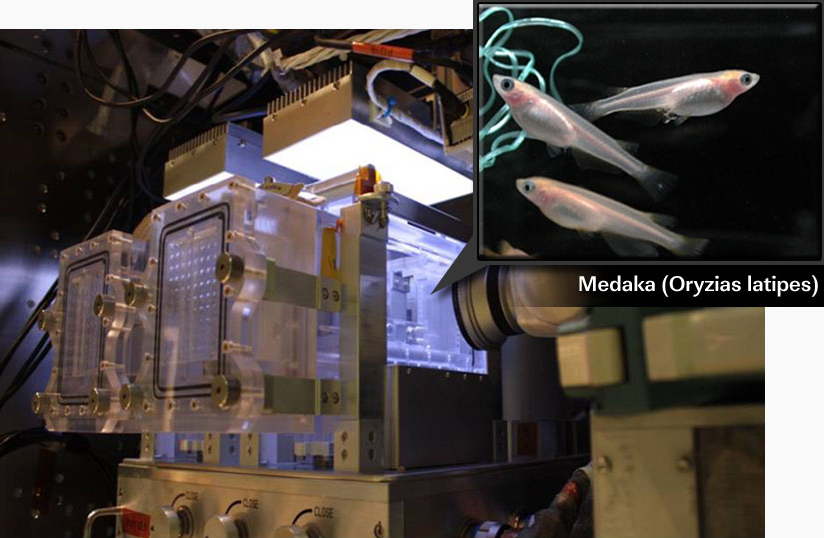
Экспериментальное устройство Aquatic Habitat

Aquatic Habitat (высокотехнологичный аквариум) (AQH) представляет собой экспериментальное устройство, устанавливаемое в многоцелевой малогабаритной стойке полезной нагрузки (англ. MSPR - Multi-purpose Small Payload Rack). Может использоваться для содержания мелких рыб, таких как медака (Oryzias latipes) и данио, на срок до 90 дней. Управление средой размножения, кормление, наблюдение за резервуарами с водой и мониторинг данных выполняются автоматически. Кроме того, члены экипажа могут проводить микроскопические наблюдения, включая сбор биологических образцов, химическую фиксацию, замораживание и развитие эмбриона. Таким образом, стало возможным водное размножение в течение трех поколений, ранее недоступное в экспериментах с космическими шаттлами. Экспериментальное устройство AQH позволяет ученым и исследователям наблюдать, как микрогравитация и космическая радиационная среда влияет на живые существа на протяжении поколений, для подготовки к потенциальным долгосрочным космическим путешествиям в будущем.

#### JEM Small-Satellite Orbital Deployer (J-SSOD)
Механизм развертывания малых спутников J-SSOD и пять кубсатов являются частью технологического эксперимента по проверке возможности запуска небольших спутников без выхода в открытый космос.
Кейсы для установки спутников (англ. Satellite Install Cases) с предустановленными кубсатами доставляются на МКС в составе груза. Кейсы крепятся на экспериментальной платформе и через шлюз японского экспериментального модуля «Кибо» переводятся в космос на выдвижном столе. Дистанционный манипулятор модуля «Кибо» захватывает платформу, перемещает её в положения для запуска (45° вниз-назад со стороны надира в системе координат корпуса МКС) и обеспечивает точное позиционирование. По команде с орбиты или Земли спутники выводятся на орбиту под действием пружины.

#### Наноспутники
Для проведения эксперимента по проверке пускового механизма J-SSOD на корабле доставлено 5 наноспутников-кубсатов, которые были запущены 4 и 5 октября 2012 года:
- WE WISH[англ.] — содействие местному научно-техническому образованию и использованию данных с малых спутников, испытание сверхмалой тепловизионной инфракрасной камеры для наблюдения за температурой почвы;
- RAIKO — технологический демонстратор, оснащён камерой с объективом типа «рыбий глаз» для съёмки Земли, фотографической системой для измерения движения спутника относительно МКС, прототипом астрокорректора, развёртываемой мембраной для торможения спутника и снижения его орбиты и антенной Ku-диапазона для связи и экспериментов по доплеровской системе траекторных измерений[10];
- FITSAT-1 — техническая демонстрация высокоскоростного малого спутникового передатчика, проведение теста оптической связи азбукой Морзе с использованием мощных светодиодов видимого света;
- F-1 — тестирование радиолюбительских приёмопередатчиков с использованием магнитометра, тестирование камеры низкого разрешения и датчика температуры;
- TechEdSat[англ.] — демонстрация разработанного в Швеции программного обеспечения Space Plug-and-play Avionics (SPA), межспутниковая связь с использованием спутниковой сети «Иридиум» или OrbComm[англ.][11] (отключено перед запуском[12]).

#### i-Ball и REBR
Kounotori 3 несёт два регистратора данных о входе в атмосферу, разработанный в США REBR и i-Ball японского производства. Целью сбора данных является — путём уточнения явления разрушения космического корабля во время входа в атмосферу — сужение области предупреждения о приводнении на основе повышения точности прогнозирования падения ракеты.
После разрушения HTV REBR выталкивается из корабля и передаёт данные о падении с высоты около 18 км через спутник «Иридиум». Поскольку REBR падает без парашюта, регистратор не может выдержать приводнения или остаться на плаву. В то же время, японский регистратор i-Ball шарообразной формы падает с парашютом и после того, как выдержит высокую температуру с помощью абляционной защиты, отправляет данные после приводнения через спутник «Иридиум». У i-Ball нет механизма запуска с HTV и он будет выброшен в воздух во время разрушения корабля. Таким образом, ожидается, что положение i-Ball не будет стабильным некоторое время после разрушения и, сделав несколько фотографий во время падения, iBall сможет записать сцену разрушения HTV. Тем временем камера, установленная в герметичном отсеке, будет использоваться для регистрации распределения температуры внутри корабля. Поскольку ожидается, что разрушение начнется из люка и прилегающей территории, камера будет направлена на люк для записи изображений разрушения.

#### ISERV

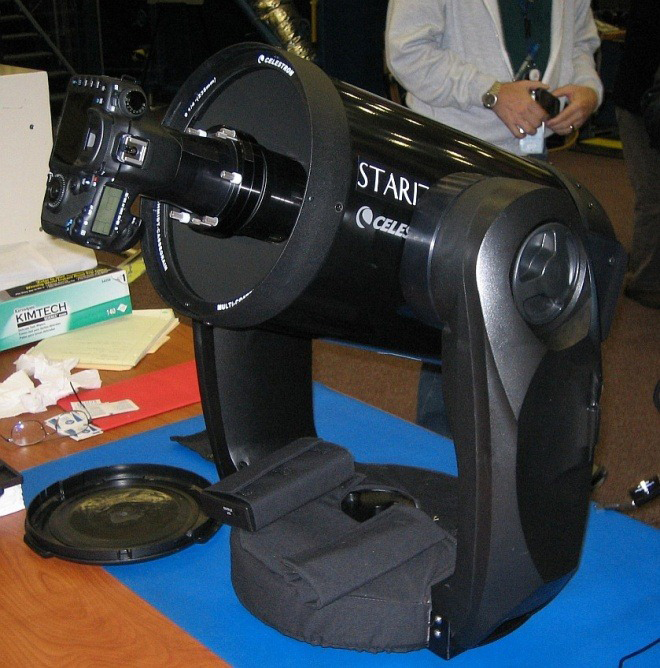
Система исследования и визуализации окружающей среды ISERV

Система исследования и визуализации окружающей среды (ISS SERVIR Environmental Research and Visualization System) представляет собой полностью автоматизированную систему сбора видеоданных, установленную в стойке исследовательского центра (англ. WORF - Window Observational Research Facility) в модуле «Дестини», для наблюдения за стихийными бедствиями и изменением окружающей среды на Земле. Основная цель проекта состоит в получении учёными навыков быстрой постановки задач, автоматического сбора и скачивания видеоданных с целью выработки критериев для проектирования аналогичного, но более функционального инструмента для запуска на МКС в будущем.
Основным компонентом системы является оптический блок, состоящий из 9,25-дюймового (23,5 см) телескопа Шмидта — Кассегрена на двухосной моторизованной монтировке, цифровой камеры и высокоточного механизма фокусировки. Монтировка позволяет наводить оптический блок в пределах 23° от надира в продольном и поперечном направлениях. С помощью цифровой камеры система делает снимки участка 13 на 9 км с номинальной высоты орбиты 350 км.

### Негерметичный отсек
Груз в негерметичном отсеке состоит из двух экспериментальных устройств: многоцелевого консолидированного оборудования JAXA (англ. MCE - Multimission Consolidated Equipment) и испытательного стенда программы космической связи и навигации НАСА (англ. SCaN - Space Communications and Navigation Program).
Многоцелевое консолидированное оборудование (MCE) представляет собой устройство, на котором смонтировано 5 относительно маленьких экспериментов, использующих один порт на внешней экспериментальной платформе (JEM EF):
- IMAP (англ. Ionosphere, Mesosphere, upper Atmosphere, and Plasmasphere mapper) — наблюдение за верхними слоями атмосферы Земли,
- GLIMS (англ. Global Lightning and Sprite Measurement) — высокоскоростной фотометрический датчик для спрайтов и разрядов молний,
- SIMPLE (англ. Space Inflatable Membranes Pioneering Long-term Experiments) — демонстратор надувной конструкции,
- REXJ (англ. Robot Experiment on JEM) — демонстрация вспомогательного робота для ВКД,
- COTS HDTV-EF (англ. High Definition Television Camera System) — коммерческая система видеокамер высокого разрешения для внешней экспериментальной платформы.

## Отстыковка и завершение миссии
При подготовке к расстыковке были установлены и активированы регистраторы i-Ball и REBR. Отстыковка от станции выполнена 12 сентября 2012 года в 11:50 UTC; в 15:30 UTC корабль был отпущен манипулятором «Канадарм2».
Корабль был сведён с орбиты 14 сентября 2012 в 05:27 UTC. Данные с регистраторов i-Ball и REBR были получены успешно.